# Eric Bolling

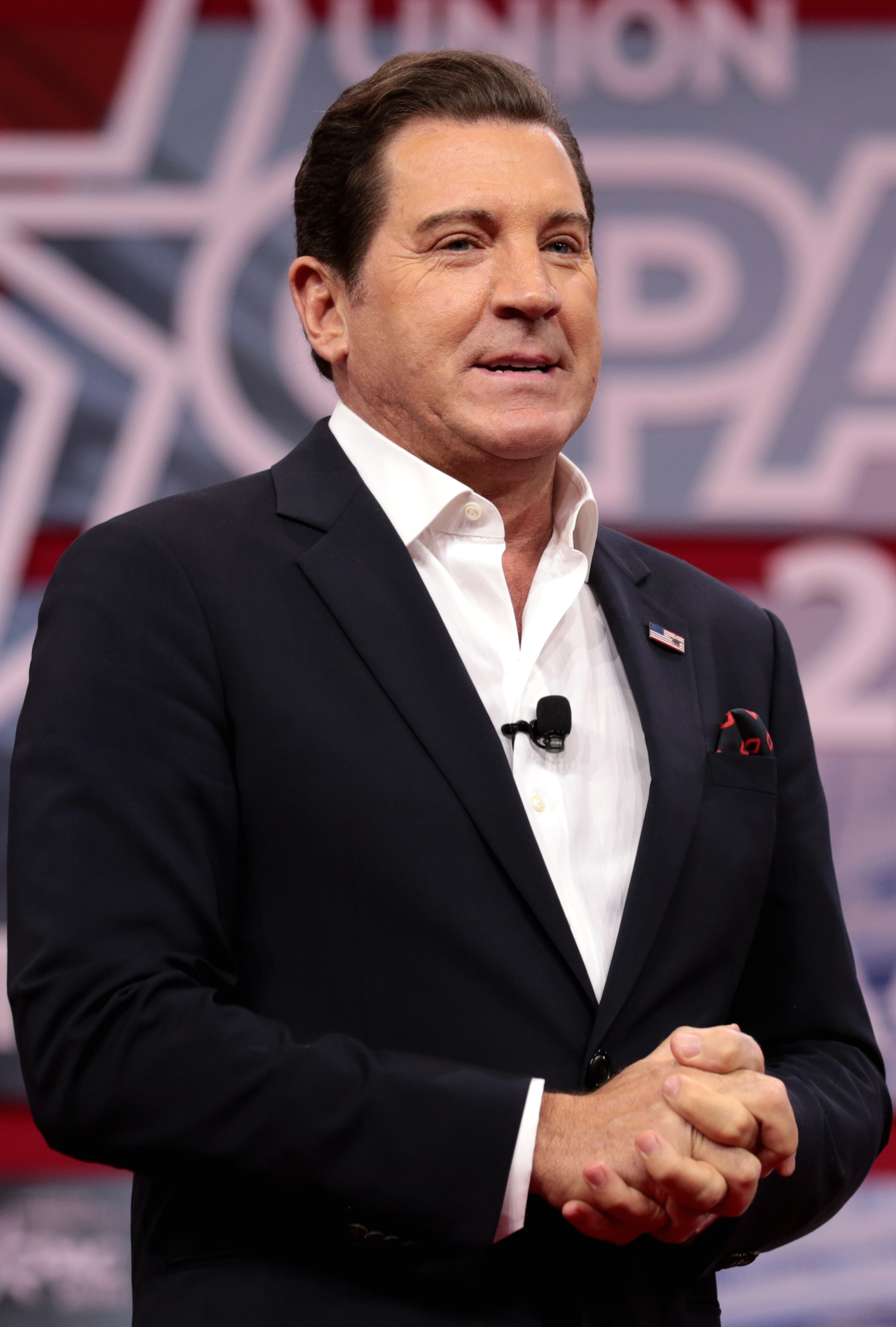
Eric Bolling spricht 2018 auf der CPAC im National Harbor in Maryland.

Eric Bolling (* 2. März 1963 in Chicago, Illinois) ist ein US-amerikanischer Fernsehmoderator und -kommentator.

## Leben und Wirken
Nach dem Besuch des Rollins College in Winter Park studierte Bolling an der Duke University. Anschließend begann er als Wertpapierhändler an der New Yorker Warenterminbörse zu arbeiten. Dabei spezialisierte er sich auf den Handel mit Erdgas, Rohöl und Gold.
Ende der 1990er Jahre wurde Bolling vom Aufsichtsrat der Börse als Stratege angeheuert. In den frühen 2000ern war er an der Entwicklung der Sendung Fast Money für den Wirtschaftsnachrichtensender CNBC beteiligt. 2007 wechselte Bolling zu dem mit CNBC konkurrierenden Fox Business Network, einem zum Murdoch-Imperium gehörenden Wirtschaftsnachrichtensender, für den er seither als Finanz- und Börsenanalyst in verschiedenen Sendungen auftritt. Knapp zwei Jahre lang moderierte er für Fox Business zudem die Show Fox Business Happy Hour.
Seit 2011 ist Bolling einer der Stammmoderatoren der Sendung The Five, einer politischen Diskussionssendung, in der ein fünfköpfiges Panel das politische Tagesgeschehen erörtert, die montags bis freitags um 17.00 Uhr East Coast Time im Programm von Fox News, dem Muttersender des Fox Business Networks, ausgestrahlt wird. Ebenfalls seit 2011 moderiert er zudem die Sendung Follow the Money. In der Vergangenheit hat Bolling zudem wiederholt als Gastmoderator Sendungen wie Fox and Friends, The Glen Beck Programm oder The O’Reilly Factor als Stellvertreter der regulären Moderatoren präsentiert.
Politisch vertritt Bolling, wie die meisten Moderatoren von Fox News, dezidiert „konservative“ Positionen innerhalb des US-amerikanischen Polit-Spektrums und neigt dementsprechend stark der Republikanischen Partei zu. Insbesondere in Wirtschaftsfragen verficht er Ansichten, die im europäischen Sprachgebrauch als äußerst wirtschaftsliberal gelten: So wendet er sich gegen Regulierungen von Großkonzernen und Börse sowie gegen staatliche Sozialprogramme und plädiert für Steuersenkungen und die Freiheit der Märkte. Die Obama-Regierung hat Bolling – der sich selbst als überzeugten Kapitalisten beschreibt – in der Vergangenheit wiederholt als „sozialistisch“ und wirtschaftsfeindlich geschmäht und ihr vorgeworfen, sie erstrebe eine Umverteilung des gesellschaftlichen Wohlstandes zuungunsten der Leistungsträger. In den Bereichen Sicherheits- und Gesellschaftspolitik steht Bolling ebenfalls entschieden im Lager der Republikaner: Ein wiederkehrendes Thema in seinen öffentlichen Stellungnahmen ist dabei die von ihm behauptete „liberale“ Konditionierung der US-Bevölkerung und zumal der Jugend durch die weitgehend von „Liberalen“ dominierten Medien. Größere Beachtung fand dabei sein Vorwurf, dass der Film The Muppets von 2011 antikapitalistische Propaganda in die Kinderzimmer trage („Unterziehen die Liberalen unsere Kids einer Gehirnwäsche, um sie gegen den Kapitalismus aufzubringen?“). Im Juni 2011 bezeichnete Bolling das Weiße Haus als hizzhouse, ein Ausdruck, der im amerikanischen Slang das Domizil eines schwarzen Gangsters bezeichnet. US-Medien, wie z. B. Media Matters, bezeichneten diese Bemerkung als beleidigend und offen rassistisch. Bolling entschuldigte sich dafür.
2014 fragte er in The Five, ob man den Kampfeinsatz von Maj. Mariam al-Mansouri, einer Pilotin der Vereinigten Arabischen Emirate, die Angriffe gegen ISIS in Syrien fliegt, als 'boobs on the ground.' (Titten auf dem Boden) bezeichnen könnte. Für diese Äußerung entschuldigte er sich später.
Im August 2017 berichtete die Huffington Post von anzüglichen Textnachrichten, die Bolling verschickt haben soll. Bolling reagierte zunächst mit einer Verleumdungsklage; im September trennte sich Fox von ihm und stellte seine Sendung ein. Wenige Stunden nach seiner Entlassung bei Fox News wurde sein Sohn Eric Chase Bolling (1998–2017) in Colorado tot aufgefunden. Einige US-amerikanische Zeitschriften führten den Tod auf einen Suizid zurück. Bolling selbst veröffentlichte ein Statement, demzufolge die Leiche keine Anzeichen von Selbstverletzungen aufgewiesen habe.